# Pferdsdorf (Unterbreizbach)
Pferdsdorf is een dorp in de Duitse gemeente Unterbreizbach in  Thüringen. De gemeente maakt deel uit van het Wartburgkreis.  Het dorp wordt voor het eerst genoemd in een oorkonde uit 912. In 1996 werd de tot dan zelfstandige gemeente gevoegd bij Unterbreizbach.